# 紀念物保存
紀念物保存（Denkmalpflege），由德文的字面解釋為Denkmal（紀念物）-pflege（保存），類似台灣所謂的古蹟保存，指的是精神的、技術的、手工的與藝術性的措施，這些在文化紀念物保存中的保留與保護是不可或缺的。當然紀念物中的文化歷史評價也屬於紀念物保存。在德國主管機關為紀念物機關（Denkmalamt/Denkmalfachbehörden），他們帶入科學性，技術性的專業知識，紀念物保護機關（Denkmalschutzbehörden）職責在於對紀念物機關專業的質詢與經費提供等。

## 外部連結
- 德國聯邦考古聯盟 （页面存档备份，存于）
- 所有紀念物列表 （页面存档备份，存于）
- 奧地利聯邦紀念物機關 （页面存档备份，存于）
- ICOMOS （页面存档备份，存于）
- 德國國家委員會 （页面存档备份，存于）
- 德國紀念物保護基金會 （页面存档备份，存于）
- 園林紀念物與公園發展構想案例[永久]